# Kajirō Yamamoto
Kajirō Yamamoto  (山本 嘉次郎 Yamamoto Kajirō, 15 de marzo de 1902 - 21 de septiembre de 1974) fue un director de cine, guionista y actor japonés conocido por sus películas bélicas y cómicas. Fue el mentor de Akira Kurosawa (uno de los directores más célebres de Japón). La lista de sus trabajos como director de documentales, películas mudas y sonoras incluye en torno a 90 títulos a lo largo de su vida.

## Primeros años
Nacido en Tokio, Yamamoto asistió a la Universidad de Keio, donde ayudó a formar una sociedad de apreciación cinematográfica. Apareció por primera vez como actor en el año 1921 junto a Yoshiko Okada. Esto hizo que su familia se distanciara de él y fuera repudiado.

## Carrera
Trabajó como actor, se unió a Nikkatsu para ser asistente de dirección y debutó como director en 1924 en Tōa Kinema. Después de trabajar nuevamente con Nikkatsu, en 1934 usó la firma de Photo Chemical Laboratories (P. C. L.), donde filmó las comedias de Kenichi Enomoto. Más tarde Yamamoto dirigió dramas realistas como Tsuzurikata kyōshitsu, Uma y películas de guerra como Hawai Mare oki kaisen. Después de la Segunda Guerra Mundial, continuó dirigiendo películas, pero trabajó cada vez más en televisión y radio.

## Legado
Actualmente a Kajirō Yamamoto  se le conoce principalmente como el mentor de Akira Kurosawa, que sirvió como su asistente de director durante 17 películas.
También fue el responsable de la carrera de Toshiro Mifune. En 1947, uno de los amigos de Mifune que trabajó para el departamento de Fotografía de Toho Productions sugirió a Mifune que probara a estar en ese departamento. Se le aceptó en un puesto de asistente de cámara. En este momento, un gran número de actores, después de una gran huelga, se fueron para formar su propia compañía, Shin Toho. Toho organizó un concurso de "nuevas cara" para encontrar nuevos talentos: los amigos de Mifune presentaron una solicitud y una foto sin su conocimiento. Fue seleccionado de entre 4000 solicitudes junto a otros 48 participantes, y se le permitió hacer una prueba para Kajirō Yamamoto. Estaba instruido para realizar actuaciones de rabia a partir de sus experiencias en tiempos de guerra.  Al director le gustó la prueba de Mifune y se lo recomendó al director Senkichi Taniguchi.

## Filmografía
- Take-chan shacho: Seishun de tsukkare!; 1967
- Take-chan shacho: Seishun wa ryu no mono da!; 1967
- Neko no kyujitsu; 1966
- Tameki no taisho; 1965
- Hana no oedo no musekinin; 1964
- Tensai sagishi monogatari: Tanuki no hanamichi; 1964
- Ginza taikutsu musume; 1960
- Songoku: The Road to the West; 1959
- A Holiday in Tokyo (東京の休日 Tōkyō no kyūjitsu) (1958)
- Jazu musume ni eiko are; 1958
- Yoshida to Sanpei monogatari: Ohanake no sekai; 1957
- Mt. Manaslu: 8,125 Meters in Altitude (Documentary); 1956
- The Underworld; 1956
- Ai no rekishi; 1955
- Muttsuri Umon torimonocho; 1955
- Ore mo otoko sa; 1955
- A Man Among Men; 1955
- Saturday Ángel; 1954
- Zoku Take-chan shacho; 1954
- Take-chan shacho; 1954
- Hana no naka no musumetachi; 1953
- Who Knows a Woman's Heart; 1951
- Hopu-san: sararîman no maki; 1951
- Elegy; 1951
- Escape from Prison; 1950
- Kaze no ko; 1949
- Haru no tawamure; 1949
- Haru no kyōen; 1947
- These Foolish Times II; 1947
- These Foolish Times; 1947
- Four Love Stories; 1947
- Los que construyen el porvenir (明日を創る人々 Asu o tsukuru hitobito?); 1946
- Koi no fuunjî; 1945
- Amerika Yosoro; 1945
- Raigekitai Shutsudō; 1944
- Katō Hayabusa Sentōtai (加藤隼戦闘隊) (1944)
- Hawai Mare oki kaisen (ハワイ・マレー沖海戦) (1942)
- The Sky of Hope; 1942
- Uma (馬) (1941), with Kurosawa
- Enoken no songokū: songokū zenko-hen; 1940, with Kurosawa
- Enoken no zangiri Kinta; 1940, with Kurosawa
- Roppa no shinkon ryoko; 1940, with Kurosawa
- Nonki Yokocho; 1939, with Kurosawa
- Chushingura (Go); 1939, with Kurosawa
- Chushingura (Zen); 1939, with Kurosawa
- Enoken no gatchiri jidai; 1939, with Kurosawa
- Enoken no bikkuri jinsei; 1938, with Kurosawa
- Tsuzurikata Kyōshitsu (綴方教室) (1938), with Kurosawa
- Tōjūrō no koi; 1938, with Kurosawa
- Utsukushiki taka; 1937, with Kurosawa
- Enoken no chakkiri Kinta 'Go', kaeri wa kowai, mateba hiyori; 1937, with Kurosawa
- Enoken no chakkiri Kinta 'Zen' - Mamayo sandogasa - Ikiwa yoiyoi; 1937, with Kurosawa
- Nihon josei dokuhon (volume 1); 1937, with Kurosawa
- A Husband's Chastity: Fall Once Again; 1937, with Kurosawa
- Otto no teiso - haru kitareba; 1937, with Kurosawa
- Enoken's Ten Millions 2; 1936
- Enoken no Chakkiri Kinta (エノケンのちゃっきり金太) (1937)
- Wagahai wa neko de aru; 1936
- Enoken no Kondō Isami (エノケンの近藤勇) (1935)
- Sumire musume; 1935
- Botchan; 1935
- Arupusu taishō; 1934
- Ren'ai ski jutsu; 1934
- Furusato harete; 1934
- Momoiro no musume; 1933
- Sōkyū no mon; 1933
- Junange; 1932
- Matsuda eiga shōhin-shū: Kumo; 1926
- Bakudanji; 1925
- Hito wo kutta hanashi; 1925
- Kagayakeru tobira; 1925
- Mori no asa; 1925
- Danun; 1924
- Renbo kouta shōdoshima jowa; 1924
- Yama no shinpi; 1924